# 边镐
边镐（?—?），小名康乐，五代十国南唐金陵江宁人。
保大元年（943年）镇压张遇贤，任洪州营屯诸军都虞候。九年（951年）任信州刺史。从袁州进攻长沙，迫使马希崇投降。为武安军节度使。第二年，辰州刺史刘言反唐，击败边镐，边镐被削职。和后周的战争中，边镐被俘，后来被后周遣回，在江宁府去世。